# 橘幸信
橘 幸信（たちばな ゆきのぶ、1957年〈昭和32年〉 - ）は、日本の国会職員。第17代衆議院法制局長。

## 来歴
1957年（昭和32年）、福島県で出生。1982年（昭和57年）3月、東京大学法学部第I類（私法コース）を卒業し、同年4月、衆議院法制局へ入局。入局の動機について、東京大学の掲示板に貼られた募集を見かけたことが縁だったと述懐しており、当初は抽象的なイメージしか持っていなかったという。
入局後、社会労働委員会、大蔵委員会、厚生委員会、労働委員会、環境委員会、農林水産委員会を担当する各部・課を経て、衆議院法制局第四部第二課長（建設委員会担当）、同企画調整監、同第二部長、同法制企画調整部長、衆議院法制次長などを歴任。途中千葉大学や衆議院事務局へ出向し、千葉大学法経学部助教授や衆議院事務局憲法調査会事務局総務課長を務めた。また、法制企画調整部長、衆議院法制次長在任中、東京大学公共政策大学院・法科大学院の客員教授を務めたほか、京都大学公共政策大学院・法科大学院非常勤講師、早稲田大学法科大学院非常勤講師、明治学院大学法科大学院非常勤講師、千葉大学法科大学院非常勤講師、上智大学法学部非常勤講師を務めた。
プロジェクト・チームにおける新進党NPO法案の立案、第一部第一課（内閣委員会等担当）在任時における与党3党案及び共産党案のNPO法案の立案に関わった他、衆議院事務局憲法調査会事務局総務課長として、当時会長だった中山太郎を支え、少数政党の発言機会を保障する議事運営に腐心する中山を補助し、野党の信頼を得たという。また、2007年に成立した日本国憲法の改正手続に関する法律では、法案作成や与野党協議を下支えした。2023年3月の中山太郎の逝去を悼み、同年6月、毎日新聞の「悼む」欄に恩師への敬愛の念を記した追悼文を掲載した。
また、2012年6月に、ベトナムの2013年憲法改正に向けた作業の中で日本の知見に学ぼうとする憲法調査団が訪日した際に、仙谷由人衆議院議員の要請により、坪井善明早稲田大教授の指導の下に講師を務めたのをきっかけに、2021年9月まで9年余りにわたって、JICAの事業として実施されたベトナム国会事務局の能力向上プロジェクトに主体的に参加。同プロジェクトでは、大学時代の恩師である樋口陽一（東大名誉教授）のほか、高見勝利（北大・上智大名誉教授）及び長谷部恭男（東大名誉教授・早稲田大教授）らとともに、アドバイザリー・ボードのメンバーとして、一貫して国会職員の立場から主体的に活動を支えた。
2017年（平成29年）12月8日、衆議院法制局長に就任。
2018年（平成30年）12月、衆議院法制局創立70周年記念事業として、同局の本格的な活動の経緯と現状をまとめた『衆議院法制局七十年の歩み』『同・資料編』を編纂し、公表した（なお、非公表のものとして『衆議院法制局の思い出』も同時に編纂）。さらに、2023年（令和5年）12月には、その後のコロナ禍やデジタル化時代の到来に直面した5年間の歩みを追加した『衆議院法制局七十年の歩み（七十五年補遺）』をまとめ、公表している。

## 年譜
- 1982年（昭和57年）
  - 3月 - 東京大学法学部第I類（私法コース）卒業[2]
  - 4月 - 衆議院法制局入局[2]
- 1998年（平成10年）
  - 3月 - 衆議院法制局第四部第二課長（建設委員会担当）[1]
  - 4月 - 千葉大学法経学部助教授（立法政策論）[2]
- 2000年（平成12年）1月 - 衆議院事務局憲法調査会事務局総務課長[2]
- 2003年（平成15年）8月 - 衆議院法制局企画調整監[2]
- 2004年（平成16年）12月 - 同第二部長[2]
- 2004年（平成16年）4月 ～ 2006年（平成18年）3月 - 東京大学公共政策大学院・法科大学院客員教授（立法学）
- 2006年（平成18年）4月 ～ 2007年（平成19年）3月 - 東京大学法科大学院非常勤講師（立法学）
- 2007年（平成19年）10月 ～ 12月 - 早稲田大学法科大学院非常勤講師（立法学）
- 2011年（平成23年）
  - 1月 - 同法制企画調整部長[2]
  - 4月 ～ 2014年（平成26年）3月 京都大学公共政策大学院・法科大学院非常勤講師（現代立法論）[2]
  - 4月 ～ 2015年（平成27年）9月 千葉大学法科大学院非常勤講師（基礎公法特論）[2]
  - 9月 ～ 2015年（平成27年）3月 明治学院大学法科大学院非常勤講師（NPOと法）[2]
- 2012年（平成24年）6月 ～ 2013年［平成25年］5月 ベトナム憲法改正のセミナーに講師として参加
- 2013年（平成25年）6月 - 衆議院法制次長[2]
- 2014年（平成26年）2月 ～ 2021年（令和3年）9月 JICAの「ベトナム国会事務局能力向上プロジェクト」のフェーズⅠ及びフェーズⅡにアドバイザリー・ボードのメンバーとして参加
- 2014年（平成26年）9月 ～ 2018年3月 上智大学法学部非常勤講師（立法の実務と理論）[2]
- 2017年（平成29年）12月 - 衆議院法制局長[6]